# Stéphane Diagana
Stéphane Diagana (Saint-Affrique, Francia, 23 de julio de 1969) es un atleta francés, especialista en la prueba de 4 × 400 m, en la que ha logrado ser campeón mundial en 2003 y en la de 400 m vallas en la que logró ser campeón mundial en 1997.

## Carrera deportiva
En el Mundial de Atenas 1997 ganó la medalla de oro en 400 metros vallas, por delante del sudafricano Llewellyn Herbert y el estadounidense Bryan Bronson.
Y en el Mundial de París 2003 ganó también la medalla de oro en los relevos 4x400 metros, con un tiempo de 2:58.96 segundos que fue récord nacional de Francia, quedando por delante de Jamaica y Bahamas, y siendo sus compañeros de equipo: Naman Keïta, Leslie Djhone y Marc Raquil.
Además ha ganado una plata y un bronce en 400 m vallas, en los mundiales de Sevilla 1999 y Gotemburgo 1995, respectivamente.